# 結構與能動性
在社会科学中，對於人的行為到底是取決於結構還是能动性一直是持續辯論的主題。結構指的是一種一再重複的安排，而這種安排可以影響或限制個人能夠取得的選擇或機會。能動性指的是個人能夠獨立行動、自由選擇的能力。對於結構與能動性之間孰多孰少的辯論可以理解為一種社會化與自主權之間誰更重要的議題：人到底是作為一種可以自由選擇的個體，還是在更大程度上是一個被社会结构所支配的個體。

## 結構、社會化和自主權
對於結構還是能動性兩者間的孰先孰後的爭論，涉及著一個在古典和現代社会学理论的核心問題，社會本體論的問題：「社會世界是由什麼構成的？」「是什麼原因導致了社會世界的產生，而影響又是什麼？」、「是社會結構還是人的能動性決定了他們的行為？」
结构功能主义者，如涂爾幹等人，視結構和階級組織為建立具有社會意義的存在的基本要素。另一方面，馬克思等的理論家，強調社會結構的存在導致了社會中大部分人受到剝削。這兩個例子中，「結構」可以指物質上的（或经济上的），也可以指文化的（例如：社會規範、風俗、传统和意識形態）。
一些理論學家在此種基礎上更提出了，我們之所認知的「社會存在」，很大一部份是取決於社會結構。人們所認知到的能動性也可以被社會結構的運作所解釋。贊同這種觀點的理論體系包括：
- 結構主義
- 某些形式的功能主義
- 馬克思主義

在這種脈絡下的這些學派，可以被看作是一種整全觀：一種「在所有部分的總和之上有一個更主要的整體」觀念。
另一方面，其他理論學家強調個人能夠去建構和重新建構他們的世界的能力，即能動性。贊同此觀點的理論體系包括：
- 方法論的個人主義
- 社會現象學

互動論
- 民族学方法论

最後，許多現代社會理論學家企圖在上述兩種觀點之間找到一個平衡點。他們視結構和能動性為互補影響的力量。結構影響人類的行為，但人類也有能力改變他們所處的社會結構。結構化理論是這種觀點的一個極佳例子。
第一種取徑（強調社會結構的重要性）廣泛出現於古典社會學中。理論學家認為，社會世界的獨特方面不能簡單地以所有人的加總來定義和解釋。涂爾幹堅信，集體有涌现的性質。他也看見了一個對這種性質（集體性）進行研究的需要。然而，第二種取徑（方法論的個人主義等等）在社會科學中也有穩固的地位。許多理論學家仍然遵循著這種觀點（例如：經濟學家通常反對任何形式的整全觀）。
因此，這場辯論的核心乃是那些相信方法學上的整全觀的學者，和那些擁抱方法學上的個人主義的學者之間的爭論。所謂方法學上的整全觀，是一種「行為者都是被社會化並嵌入在社會結構中的個體。這些社會結構和機構限制或允許了人們可以做或不做，能做或不能做些什麼，進一步導致了它形塑了人的秉性、能力、和行為」的想法。第二種想法——方法論上的個人主義——是一種「行為者在社會體系裡面都是最重要的存在本體，社會結構乃一種附帶現象，是人與人之間互動行為所產生的結果」的想法。

## 主要的理論學家

### 齊美爾
格奥尔格·齐美尔（1858年3月1日 - 1918年9月28日，柏林）是第一代德國反實證主義的社會學家之一。他的研究開創了社會結構和能動性的概念。他最著名的作品包括《大都會和心靈生活》和《貨幣哲學》。

### 伊里亞思
諾博特·伊里亞思（1897年6月22日 - 1990年8月1日）是一名德國社會學家，他的作品專注於權力、行為、情感和知識之間的關係。他開啟了後來所謂的過程社會學或形態社會學。

### 帕森斯
塔爾科特·帕森斯（1902年12月13日 - 1979年5月8日）是美國社會學家，也是行動理論的主要理論家（常誤稱為結構功能主義）。他的作品分析社會結構。對於帕森斯而言，沒有結構和能動性相對抗的問題。它是一個偽問題。

### 布迪厄
皮埃尔·布迪厄（1930 8月1日 - 23 2002年1月）是一名法國理論家。他基於結構和能動性的二元關係，提出了他的實踐理論。從1972年開始，他在《實作理論綱要》首度提出慣習概念；他的作品《区分：判断力的社会批判》（1979）被國際社會學協會譽為20世紀中十本最重要的社會學著作之一。
布迪厄的著作裡的幾項重要概念環繞於慣習、場域和資本。場域是社會領域中的一套不斷變遷的角色與他們之間的關係，個體在場域中被社會化，並且就地位或資源展開競爭。當個體（人）在場域中安置他們的角色，並針對他們自己的身分建立起與其他角色的權力關係時，個體便內化了這些關係，並預期這些關係將會在這社會領域中被執行。在一段時間內的這些內化的關係、習慣、推測、關係的形式就是「慣習」。
布迪厄的作品試圖調和結構與能動性。他將外部結構內化為慣習，而個體的行為將與其他角色之間的互動，具體地外化成了場域的社會關係。因此，布迪厄的理論是「內部外化」和「外部內化」的兩相辯證。

### 柏格和盧克曼
彼得·柏格和托马斯·卢克曼在他們的《現實的社會建構》（1966）著作中，認為結構與能動性之間的關係是辯證的。社會塑造了人，而人又創建社會——形成了連續不斷的迴圈。

### 科爾曼
詹姆斯·塞繆爾·科爾曼的“科爾曼船”（Coleman's Boat）描繪了宏觀社會現象和個人行為之間的聯繫。一個宏觀現象激起了個人的特定行為，而這又導致接下來的宏觀現象。以這種方式，個人的行動在宏觀的社會結構中被參照，而透過許多個體的行為，將導致宏觀結構的變化。

### 紀登斯
雖然當代社會學普遍致力於結構和能動性之間的調和，但安東尼·紀登斯在《社會的建構》（1984）一書中發展了他的「結構化」，提出了一個企圖超越結構和能動性二元論的想法，並主張一種「結構的二元性」：社會結構同時是社会行动的媒介和結果，而個體和結構都是相互被建構起的實體，具有「相同的本體性地位」（equal ontological status）。
對於紀登斯而言，一個個體與結構所做出的互動，可以被描述為「結構化」。而「反身性」則用於描述一個個體能夠「有意識地」改變自己在社會結構中的位置的能力。因此，全球化和後傳統社會的出現，可以說明是提供了一種「更大的社會反身性」。社會知識作為自我認識，具有潛在的解放性，因此社會和政治科學有重要地位。

### 羅伯托·昂格爾
社會理論家和法哲學家罗伯托·曼格贝拉·昂格尔，提出了「否定能力」的論點，表明了能動性和結構之間的問題。在他針對「虚假需求」的論述中，昂格爾承認結構的強制性和它塑造個人的影響力，但同時，他也發現個人有能力抵抗、否認，甚至是超越這種（結構的）環境。各式各樣的抵抗正是「否定能力」。不像其他討論結構和能動性的理論，「否定能力」並沒有將個體化約為只能在結構中選擇順從或抵抗的這種二元選項的主體，相反地，它認為人有能力參與各式各樣自我賦權的行為。